# Loros (indumentaria bizantina)

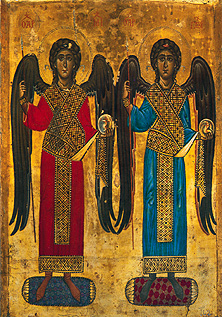
Arcángeles Miguel y Gabriel portando el loros imperial. En el borde inferior de la túnica está rematado por una franja dorada conocida como paragauda.

El loros imperial (en plural: loroi) era una pieza de la vestimenta del emperador bizantino. Consistía en una banda ancha bordada en oro y ricamente decorada que se enrollaba sobre la dalmática alrededor de hombros y torso del emperador bizantino y caía verticalmente en la parte frontal desde la cintura hacia las rodillas.
Solo la figura del emperador y la emperatriz bizantinos utilizaban el loros en ritos ceremoniales. No obstante, en ciertas ocasiones se ha colocado a representaciones de los arcángeles Miguel y Gabriel en la iconografía ortodoxa
En siglos posteriores se simplificó el loros y se unificó con el superhumeral, del cual caía una franja frontalmente hasta el borde de la dalmática y la otra franja posterior del loros descendía desde la parte de atrás del superhumeral siendo esta segunda mucho más larga que la frontal. La franja posterior era llevada hacia adelante y frecuentemente descansaba en uno o ambos brazos del dignatario.